# Eikenpage
De eikenpage (Favonius quercus, ook wel in de geslachten Quercusia en Neozephyrus geplaatst) is een vlinder uit de familie Lycaenidae (kleine pages, vuurvlinders en blauwtjes). 

## Kenmerken
De spanwijdte varieert tussen de 28 en 34 millimeter. De bovenkant van de vleugels van de mannetjes is iriserend blauw op een bruine basiskleur, bij de vrouwtjes ontbreekt de irisatie grotendeels, slechts twee kleine vlekken op de voorvleugels zijn iriserend blauw.

## Leefwijze
De waardplant van de vlinder is de eik. De vliegtijd is van juni tot in augustus. De vlinder is vaak lastig waar te nemen omdat een groot deel van de tijd hoog in de toppen van eiken wordt doorgebracht. Ook vliegen ze vaak later in de middag tot ver in de avond. Af en toe, vooral bij warm en droog weer, dalen de vlinders tot lagere takken of zelfs naar bloeiende planten zoals wilde liguster om nectar te drinken. In de toppen van de eiken voeden de vlinders zich met honingdauw, een nectar-achtige vloeistof die wordt uitgescheiden door veel soorten blad- en schildluizen.

## Verspreiding en leefgebied
Het verspreidingsgebied beslaat Europa, Noord-Afrika, Klein-Azië en de Kaukasus. In Nederland is het een vrij schaarse standvlinder die op zandgrond in het duingebied en in het binnenland vrij algemeen kan voorkomen; in België is de soort vrij algemeen, met uitzondering van de kust.

## Voortplanting
De eitjes overwinteren, waarna in het voorjaar de rupsen zich met de bloesem van de eik voeden. Het verpoppen vindt plaats in een los spinsel tussen mos of bladresten op de grond.

## Synoniemen
- Papilio epeus Sulzer, 1776
- Thecla quercus var. bellus Gerhard, 1850

## Ondersoorten
- Favonius quercus quercus
- Favonius quercus interjectus (Verity, 1919)
  - Bithys quercus race interjecta Verity, 1919
- Favonius quercus longicauda (Riley, 1921)
  - Zephyrus quercus longicauda Riley, 1921
- Favonius quercus ibericus (Staudinger, 1901)
  - Zephyrus quercus var. ibericus Staudinger, 1901 ["iberica"]

## Afbeeldingen

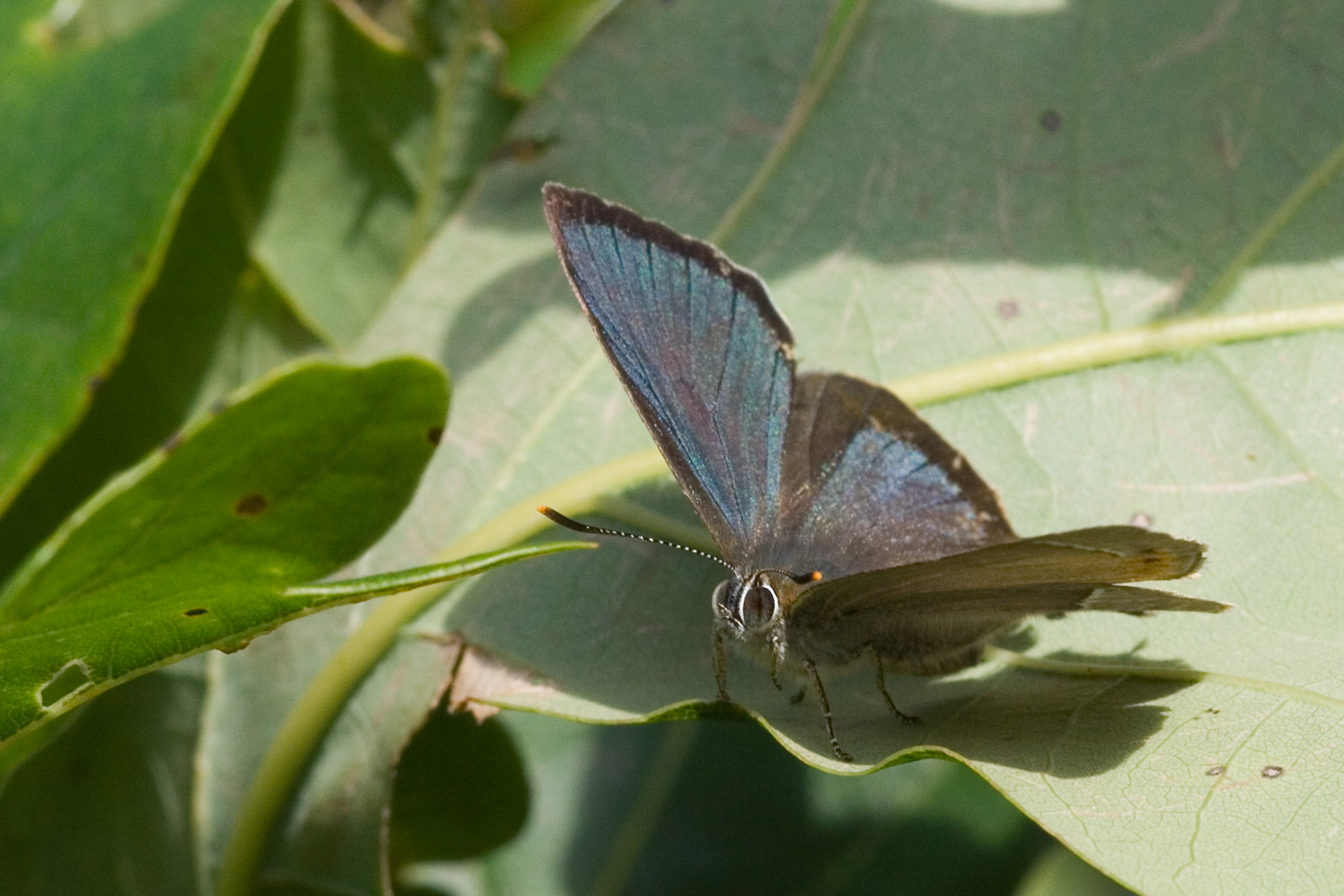
Mannetje
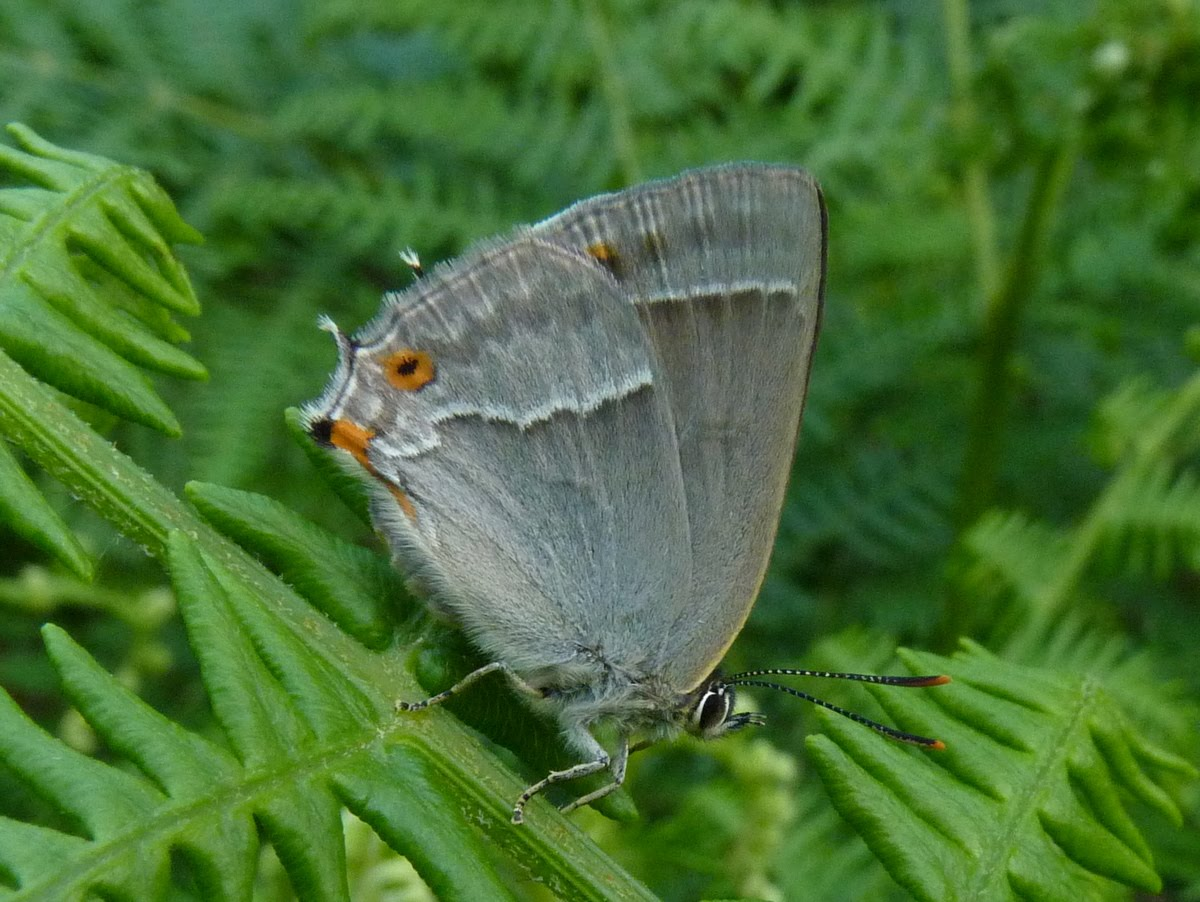
Mannetje onderzijde
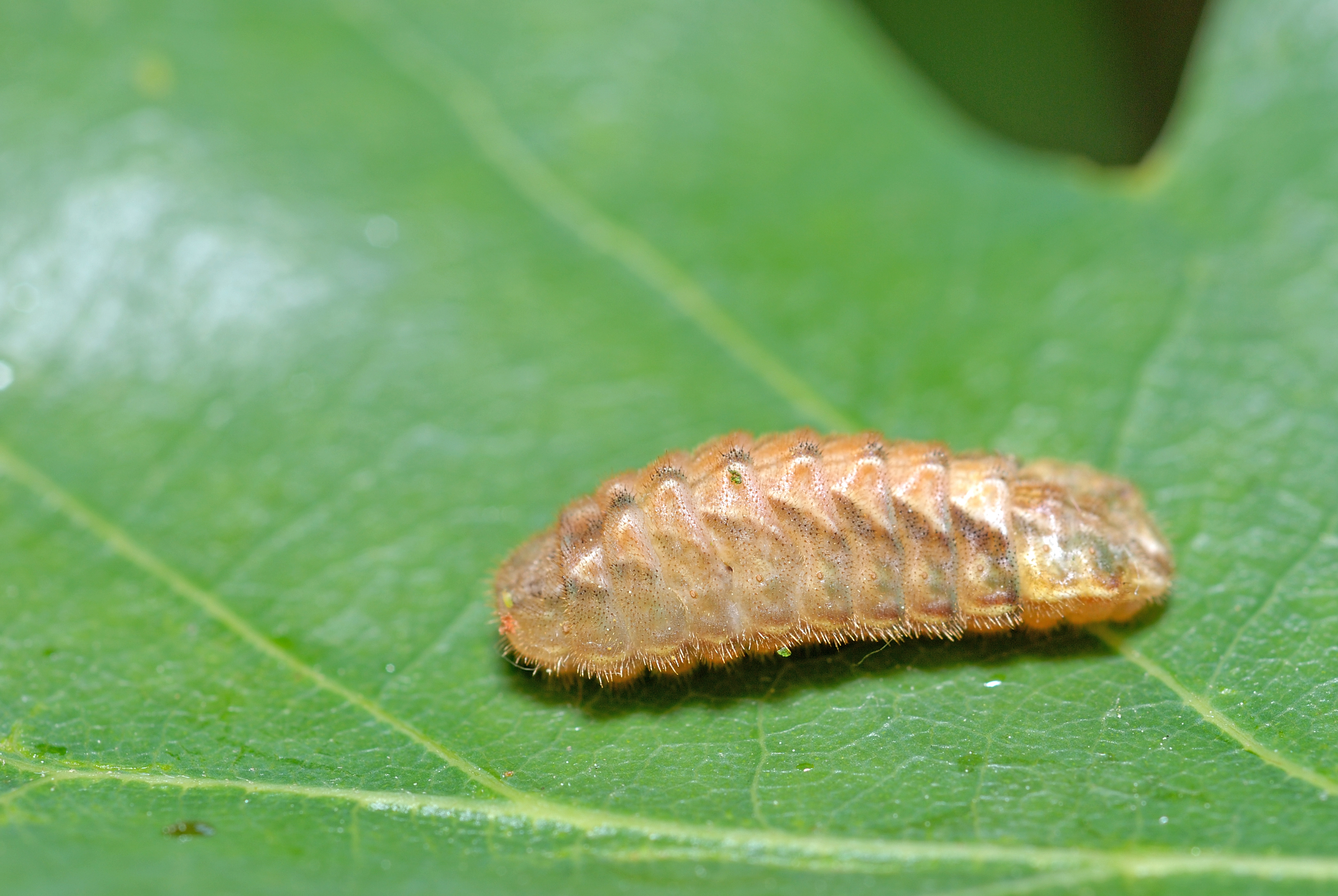
De rups van een eikenpage
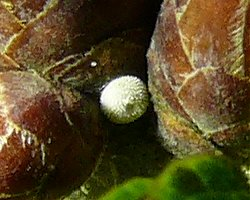
Ei
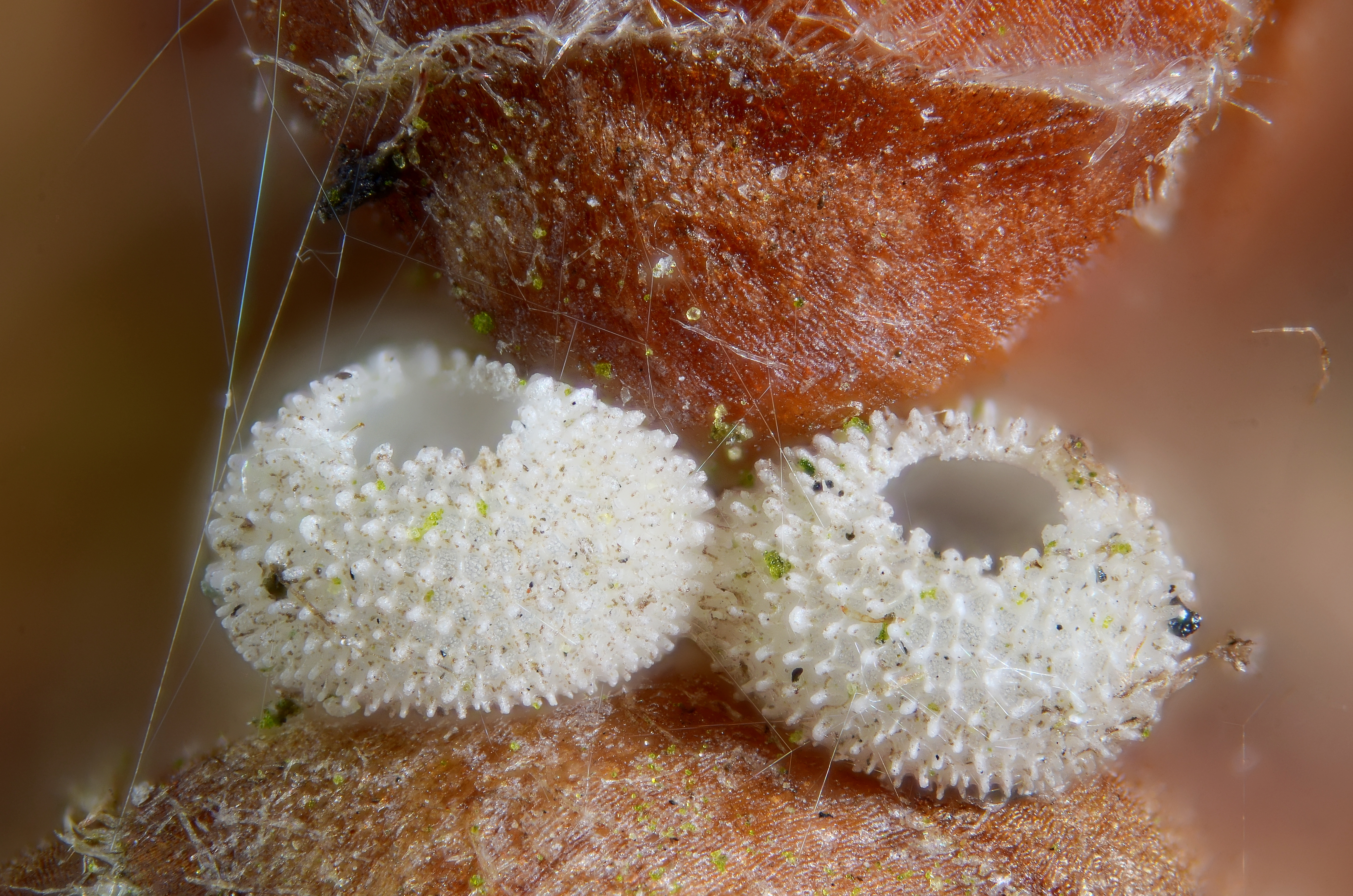
Uitgekomen eitjes